# Songs of Leonard Cohen
Songs of Leonard Cohen — дебютный студийный альбом канадского музыканта Леонарда Коэна, изданный в 1967 году.

## Об альбоме
Коэн подписал контракт с Columbia Records и Джоном Хэммондом, но продюсер впоследствии был заменён на Джона Саймона. Альбом был записан в августе 1967 года на студии Columbia Studio E в Нью-Йорке. Songs of Leonard Cohen стал культовым в США и добился впечатляющих успехов в Европе, где провёл в чартах более года. В 1989 году альбом был переиздан на CD, а в 2007 появилась отреставрированная версия с несколькими бонусам.
«Suzanne», ода к полусумасшедшей женщине, живущей недалеко от реки Святого Лаврентия в Монреале и связанной с рассказчиком песни глубокой личной и духовной связью, заняла 41-е место в списке 200 лучших песен 1960-х по версии Pitchfork Media. Песня «So Long, Marianne» также попала в этот список, заняв 190-е место.

## Список композиций
Первая сторона:
| №  | Название          | Продолжительность |
| -- | ----------------- | ----------------- |
| 1. | Suzanne           | 3:48              |
| 2. | Master Song       | 5:55              |
| 3. | Winter Lady       | 2:15              |
| 4. | The Stranger Song | 5:00              |
| 5. | Sisters of Mercy  | 3:32              |

Вторая сторона:
| №  | Название                          | Продолжительность |
| -- | --------------------------------- | ----------------- |
| 1. | So Long, Marianne                 | 5:38              |
| 2. | Hey, That’s No Way to Say Goodbye | 2:55              |
| 3. | Stories of the Street             | 4:35              |
| 4. | Teachers                          | 3:01              |
| 5. | One of Us Cannot Be Wrong         | 4:23              |

Бонусы 2007 года:
| №  | Название              | Продолжительность |
| -- | --------------------- | ----------------- |
| 1. | Store Room            | 5:06              |
| 2. | Blessed Is the Memory | 3:03              |